# Mount Bronk
Mount Bronk är ett berg i Antarktis. Det ligger i Östantarktis. Nya Zeeland gör anspråk på området. Toppen på Mount Bronk är 3 600 meter över havet, eller 444 meter över den omgivande terrängen. Bredden vid basen är 5,8 km. Bronk ingår i Hughes Range.
Terrängen runt Mount Bronk är kuperad åt sydväst, men åt nordost är den bergig. Trakten är obefolkad. Det finns inga samhällen i närheten. 